# Brian Leake
Brian Leake (* 9. November 1934 in South Wales; † 10. November 1992) war ein britischer Jazzmusiker (Piano, Saxophon, Klarinette, Komposition) des Traditional Jazz.

## Leben und Wirken
Leake spielte zunächst Klarinette in der Jazzband von Mike Harris, während er eine Architektenausbildung absolvierte. Nach Ableistung des Militärdienstes zog er nach London, wo er im Hauptberuf als Verkäufer arbeitete. Daneben war er ab den frühen 1960er-Jahren in der britischen Trad-Jazz-Szene aktiv; erste Aufnahmen entstanden 1962 mit Mick Mulligan und George Melly (At the Jazz Band Ball). Des Weiteren spielte er mit Dick Charlesworth auf P&O-Schiffen. 1964 trat er mit Dick Charlesworth and His City Gents in der BBC-Sendung Jazz Club auf. Ab Ende des Jahrzehnts gehörte er Alan Elsdon & His Jazzband an, mit der er 1974 auf dem Internationalen Dixieland Festival Dresden gastierte.
Leake leitete außerdem eine Mainstream-Jazz-Sextett names Sweet & Sour, der u. a. die Bassisten Paul Bridge bzw. Ron Rubin angehörten. Des Weiteren leitete er die Al Fresco Marching Band  (in der er Altsaxophon spielte) und wirkte an Aufnahmen von The Nottingham Barbers’ Shop Quartet (Sing Music from The Great Gatsby, 1974) und des Sängers Clinton Ford mit (Let Me Sing a Jolson Song). Mitschnitte von Leakes Rundfunk-Auftritten bei der BBC aus der Zeit von 1979 bis 1990 erschienen auf dem Album Benign Jazz. Als Pub-Pianist hatte er einen Auftritt in einer Folge der Fernsehserie Nick Lewis, Chief Inspector. Im Bereich des Jazz war er laut Tom Lord zwischen 1962 und 1990 an 16 Aufnahmesessions beteiligt, zuletzt bei einem Livemitschnitt mit Beryl Bryden aus dem Londoner Pizza Express.

## Diskographische Hinweise
- Brian Leake with Sweet & Sour: Benign Jazz (Inxent), mit Colin Smith, Mike Hogh, Willie Garnett, Alan Barnes, Paul Bridge,  Simon Woolf, Adrian Macintosh
- Brian Leake Band (Standard Music, um 1987), mit Alan Elsdon, Campbell Burnap, Randy Colville, Alan Barnes, Paul Sealey, Chris Hooke, John Armatage

## Lexikalischer Eintrag
- Ian Carr, Brian Priestley, Digby Fairweather (Hrsg.): Jazz : the rough guide. The Rough Guides, London 1995, ISBN 1-85828-137-7.